# MRUD
MRUD (Mina Rasprskavajuća Usmerenog Dejstva) — протипіхотна міна, розроблена у Югославії.
Являє собою дуже спрощену копію американської міни M18A1 і радянської міни МОН-50, відрізняючись від них дещо більшими розмірами і збільшеним зарядом вибухової речовини.
Міна має чотири металеві ніжки, закріплені на нижній частині корпусу міни. З їх допомогою міна встановлюється на ґрунті. Міна не має струбцини для закріплення на предметах. У верхній частині корпусу розташовані два різьбових гнізда для електродетонаторів або детонаторів.

## Будова міни
Корпус міни має вигляд вигнутого паралелепіпеда. Опуклою стороною встановлюється у бік противника. Зсередини по опуклій межі розміщені 650 готових забійних елементів у вигляді сталевих кульок діаметром 5.5 мм. При вибуху міни утворюється пучок забійних елементів, що летять на дальність до 50 метрів в секторі 60 градусів. Висота пучка до 4 метрів на граничної дальності. Безпечне видалення своїх солдатів в тильну сторону не менше 35 метрів.

## Країни-експлуатанти
- Боснія та Герцеговина
- Хорватія
- Північна Македонія
- Сербія
- Україна